# Cantonul Nantes-3
Cantonul Nantes-3 este un canton din arondismentul Nantes, departamentul Loire-Atlantique, regiunea Pays de la Loire, Franța.